# Fan Weitang
Fan Weitang (né le 18 juillet 1935 - mort le 1er janvier 2023) est un ingénieur et homme politique chinois qui a été vice-ministre de l'industrie charbonnière de 1993 à 1995, et académicien de l'Académie chinoise d'ingénierie.
Fan Weitang est membre des 8e et 9e Comités nationaux de la Conférence consultative politique du peuple chinois.

## Biographie
Fan naît à Pékin, le 18 juillet 1935, alors que sa maison ancestrale est à Ezhou, dans le Hubei. Son père Fan Zhilun (范治纶) est un éducateur de conservation de l'eau, et son jeune frère Fan Weicheng est également membre de l'Académie chinoise d'ingénierie. Après avoir obtenu son diplôme du Département des mines de l'Université du fer et de l'acier de Pékin (aujourd'hui Université des sciences et technologies de Pékin) en 1956, il part étudier à l'Université des langues étrangères de Pékin et à l'Institut des mines de Pékin (aujourd'hui Université chinoise des mines et de la technologie). En 1959, il fait ses études supérieures à l'Institut des mines de Moscou en Union soviétique.
Il retourne en Chine en 1963 et devient membre du China Coal Research Institute. Il est ingénieur en chef du Ministère de l'industrie charbonnière de la République populaire de Chine en 1986 puis vice-ministre en 1993.
Le 1er janvier 2023, il décède de la COVID-19 à Pékin, à l'âge de 87 ans,.

## Honneurs et récompenses
- 1994 Membre de l'Académie chinoise d'ingénierie (CAE)
- 2002 Membre étranger de l'Académie royale suédoise des sciences de l'ingénieur (IVA)